# Salado de Rota
El Salado de Rota es un río de la provincia de Cádiz, España. Nace en Pozo Salado (término municipal de Rota) a unos 25 m s. n. m. De 9 km, de longitud, desemboca en la Boca del Salado, en la Bahía de Cádiz.
Su cauce sirve en algunos tramos de división municipal entre Rota y El Puerto de Santa María. Su curso fluye por terrenos eocenos y cuaternarios. Tiene como afluentes por el margen derecho al Arroyo de Valdecarretas y por el margen izquierdo al arroyo del Campillo y al arroyo de Villarana.

## Historia
Junto a su desembocadura se encontraba una necrópolis